# Marianne Eyre
Ella Marianne Elisabet Eyre, född 5 november 1931, är en svensk översättare.
Hon har översatt portugisiskspråkiga författare, bland andra António Lobo Antunes, José Saramago, Almeida Faria och Clarice Lispector, och från franska bland andra Régine Deforges och Ismail Kadaré. Hon har tilldelats statlig inkomstgaranti för konstnärer.

## Översättningar (urval)
- Kim Chi Ha: Fem rövare (O-Chok) (tolkning från engelskan) (FIB:s lyrikklubb, 1976)
- Kadaré, Ismail; Eyre, Marianne (1980). Den hårda vintern. Stockholm: Bonnier. Libris 7146287. ISBN 91-0044-852-4
- Saramago, José; Eyre, Marianne (1988). Baltasar och Blimunda. Stockholm: Wahlström & Widstrand. Libris 7281094. ISBN 91-46-15159-1
- Nina Berberova: Med mina understrykningar: en självbiografi (Kursiv moj) (översättning från franska ) (Bonnier, 1993)
- António Lobo Antunes: Karavellernas återkomst (As naus) (Forum, 2006)

## Priser
- 1989 – De Nios översättarpris
- 1992 – Albert Bonniers 100-årsminne
- 1993 – Svenska Akademiens översättarpris
- 1997 – Letterstedtska priset för översättningen av António Lobo Antunes Tingens naturliga ordning
- 2001 – Elsa Thulins översättarpris